# Affalterbach
Affalterbach település Németországban, azon belül Baden-Württembergben. Lakosainak száma 4524 fő (2023. december 31.).

## Népesség
A település népessége az elmúlt években az alábbi módon változott:
| Lakosok száma | 1521 | 2753 | 3519 | 3905 | 4271 | 4558 | 4522 | 4619 | 4482 | 4524 |
|               | 1961 | 1967 | 1974 | 1980 | 1987 | 1993 | 2000 | 2006 | 2013 | 2023 |

 A településen található a Mercedes-AMG székhelye. 1999 óta Téglás egyik testvárvárosa.

## Lakosságszám
- 1525: 0270
- 1703: 0344
- 1802: 1033
- 1864: 1532
- 1939: 1034
- 2005: 4625
- 2010: 4453
- 2015: 4451